# Pentimento (álbum)
Pentimento es el cuarto álbum del cantante español, David Bustamante. Se lanzó bajo la distribución de Vale Music el 13 de junio de 2006 en España. Este disco fue número 1 en la lista de ventas española y consiguió el disco de platino.[cita requerida] Permaneció un total de 31 semanas en dicha lista con unas ventas superiores a 125 000 copias.[cita requerida]

## Antecedentes y promoción
Producido por Marcello Acevedo, lo componen nuevas versiones de temas que interpretaron artistas de la talla de Juan Gabriel, Pablo Abraira, Ricardo Montaner, Olga Guillot, José Feliciano, Marc Anthony, Juan Luis Guerra o Miguel Gallardo y un tema inédito compuesto por Bustamante.
Sus sencillos fueron «Por ella», «Bésame» y «Luna tras luna». De los dos primeros se realizó un videoclip mientras que el tercero sólo fue usado para promoción en radio. Al tratarse de un disco compuesto mayoritariamente por versiones, el cantante también lo promocionó en actuaciones de televisión con los temas «Hoy tengo ganas de ti», «O tú, o nada» y «Ella es».

## Listado de canciones
| N.º | Título                  | Duración |  |
| 1.  | «Por ella»              | 3:46     |  |
| 2.  | «Hoy tengo ganas de ti» | 3:50     |  |
| 3.  | «El privilegio de amar» | 3:36     |  |
| 4.  | «Ella es»               | 4:20     |  |
| 5.  | «Bésame»                | 3:43     |  |
| 6.  | «No me conoces»         | 4:16     |  |
| 7.  | «Cuando te beso»        | 3:17     |  |
| 8.  | «Mi corazón»            | 3:36     |  |
| 9.  | «O tú, o nada»          | 4:36     |  |
| 10. | «Soy lo prohibido»      | 3:27     |  |
| 11. | «Luna tras luna»        | 3:57     |  |
| 12. | «Ese es nuestro amor»   | 4:27     |  |

## Listas
| Listas (2006)          | Mejor posición |
| ---------------------- | -------------- |
| España Top 100 álbumes | 1              |

| Listas (2006)         | Mejor posición |
| --------------------- | -------------- |
| España Top 50 álbumes | 33             |

## Certificaciones
| País   | Organismo certificador | Certificación | Ventas certificadas | Ref   |
| ------ | ---------------------- | ------------- | ------------------- | ----- |
| España | PROMUSICAE             | Platino       | 80 000              | [ 3 ] |